# Mesochorus kansensis
Mesochorus kansensis là một loài tò vò trong họ Ichneumonidae.